# Françoise Mathieux
Françoise Mathieux (10 augustus 1964) is een Belgisch politica voor de liberale MR.

## Levensloop
Françoise Mathieux behaalde in 1987 het diploma van architecte aan het Hoger Instituut voor Architectuur Lambert Lombard van de Universiteit Luik en werd na haar studies zelfstandig architect. 
Voor de MR werd ze in oktober 2018 verkozen tot gemeenteraadslid van Couvin. Van december 2018 tot juni 2019 was Mathieux er schepen van Mobiliteit, Energie, Landbouw, Toerisme, Handel, Cultuur en Dierenwelzijn.
In mei 2019 werd ze verkozen tot lid van het Waals Parlement en het Parlement van de Franse Gemeenschap, als verkozene voor het arrondissement Dinant-Philippeville. Ze nam hierdoor ontslag als schepen van Couvin. In het Waals Parlement zetelde Mathieux in de commissie Energie, Klimaat en Mobiliteit, in het Parlement van de Franse Gemeenschap maakte ze deel uit van de commissie Kinderen, Gezondheid, Cultuur, Media en Vrouwenrechten. Bij de Waalse verkiezingen van juni 2024 was ze niet langer kandidaat. 